# 바디 알자만
바디 알자만(? - 1517년; 페르시아어: بدیع الزمان)는 티무르 왕조의 일원으로, 1506년부터 1507년까지 헤라트를 다스렸다. 그는 후세인 바이카라의 아들이고, 티무르는 그의 고조할아버지이다.
1490년대 내내 바디와 그의 아버지는 싸웠다. 당시 바디는 아스타라바드를 통치하고 있었는데, 이런 갈등 때문에 후세인은 바디에게 발흐로 이동할 것을 명령했다. 아스타라바드는 바디의 아들 무함마드 무민이 통치하게끔 했다. 하지만 바디는 이를 거부하며 반란을 일으켰다. 마찬가지로 그의 아들 무함마드 무민 역시 할아버지의 명령을 거부하고 반란을 일으켰다. 이 부자의 반란은 곧 진압되었다. 두 사람은 헤라트에 감금되었는데, 후세인은 손자는 처형했으나 아들과는 화해했다. 하지만 두 사람 사이의 앙금은 사라지지 않았고, 1499년 바디가 헤라트를 포위함으로 다시 수면 위로 떠올랐다.
1506년 후세인이 죽자 바디가 그의 뒤를 이었다. 하지만 그의 형제 무자파르 후세인이 반발했고, 곧 내전에 들어갔다. 이러한 와중에 우즈베크족의 무함마드 샤이바니가 그들의 영토를 위협하고 있었다. 이전에 후세인의 후원으로 카불을 정복한 바 있던 바부르는 이 때쯤 헤라트를 방문했는데, 형제의 싸움을 보고서는 우즈베크족과 싸우기를 포기하고 카불로 돌아갔다. 그 이듬해, 우즈베크족은 헤라트를 정복함으로써 이란에 대한 티무르 왕조의 지배를 끝냈다. 형제는 도망쳤다. 무자파르는 곧 죽었으나, 바디는 사파비 왕조의 이스마일 1세의 궁정에 망명했다. 1510년에 이스마일이 우즈베크족을 원정한 것은 바디가 이스마일을 설득했기 때문이다. 이후 바디는 이스탄불로 떠났다. 1517년, 그는 그곳에서 전염병 때문에 죽었다.

## 참고서적
- Svatopluk Soucek. A History of Inner Asia. Cambridge University Press, 2000, ISBN 978-0-521-65704-4.

| 전임 후세인 바이카라 | 티무르 왕조, 헤라트의 지배자 1506년 - 1507년 | 후임 없음 |